# Загорский, Семён Осипович
Семён Осипович Загорский (1882 — 17 марта 1930, Женева) — русский экономист.

## Биография
Родился в 1882 году.
Окончил Петербургский университет.
Был приват-доцентом Петербургского университета по кафедре политической экономии. Преподавал также на Высших курсах Лесгафта, на Высших коммерческих курсах Побединского и в частном Петроградском университете при Психоневрологическом институте.
В 1917 году возглавлял один из департаментов министерства труда Временного правительства.
Был сотрудником изданий «Киевская мысль» и «День».
После Октябрьской революции переехал в Одессу, а в 1919 году эмигрировал во Францию. Сотрудничал в русских эмигрантских изданиях: журнале «Современные записки» и газете «Последние новости».
С 1922 года Загорский занимал пост главы русского отдела при Международном бюро труда в Женеве. Этот пост был им получен по личному приглашению Альбера Тома.
Умер 17 марта 1930 года в Женеве.

## Труды
- Синдикаты и тресты : (Учение о капиталистических монополиях). Санкт-Петербург : типо-лит. «Братья Ревины», 1914.
- В интересах ли рабочего класса захват фабрик и заводов. Петроград : Шиповник, 1917.
- Война после мира : (По поводу Париж. экон. конф. союзников). Санкт-Петербург : Жизнь и знание, 1917.
- Международные экономические проблемы: факты и идеи. Прага, 1921.
- Рабочий вопрос в Советской России. Прага : Свободная Россия, 1925.
- К социализму или к капитализму? Прага, 1927.
- La République des soviets, bilan économique. Paris, Payot, 1921.
- L'évolution actuelle du bolchevisme russe. Paris, 1922.
- La Renaissance Du Capitalisme Dans La Russie Des Soviets. Paris: Marcel Giard, 1924.
- Les salaires et la réglementation des conditions du travail dans l' U.R.S.S. Genève, B.I.T., 1930.
- State Control of Industry in Russia During the War. Yale University Press, New Haven, CT, 1928.
- Wages and regulation of conditions of labour in the U.S.S.R. 1930.